# إيريك باومان (دراج)
إيريك باومان (بالألمانية: Eric Baumann) مواليد 21 مارس 1980 في روستوك، ألمانيا الشرقية، هو دراج ألماني في صنف سباق الدراجات على الطريق.

## روابط خارجية
- إيريك باومان على موقع الاتحاد الدولي للدراجات (الإنجليزية)
- إيريك باومان على موقع أرشيف الدراجات (الإنجليزية)
- إيريك باومان على موقع إحصائيات الدراجات الإحترافية (الإنجليزية)
- إيريك باومان على موقع نسبة الدراجات (الإنجليزية)